# Basilosauridae
Basilosauridae là một họ cá voi đã tuyệt chủng. Các loài trong chi này sinh sống trong các biển nhiệt đới vào Hậu Eocen, khoảng 35 tới 41 triệu năm trước. Các loài trong phân họ Basilosaurinae có cơ thể rất dài, tới 18 m (60 ft), trông tương tự như cơ thể rắn. Chúng có thùy đuôi như ở cá voi ngày nay, nhưng có lẽ chúng bơi bằng cách sử dụng các chuyển động ngoằn ngoèo của cơ thể. Người ta vẫn chưa rõ thùy đuôi có phải là cơ quan đẩy chính hay không. Những thứ hóa thạch trong dạ dày của một con Basilosaurus chỉ ra rằng nó ăn cá, bao gồm cả cá mập. Các loài trong phân họ Dorudontinae có thân hình với tỷ lệ giống như ở cá heo hơn. Chúng có lẽ bơi bằng thùy đuôi. Basilosaurinae và Dorudontinae có các chi sau hoàn hảo, bao gồm cả đầu gối có thể cơ động và vài ngón chân. Tuy nhiên, những chi này là nhỏ xíu, nhỏ đến mức chúng không thể là có vai trò quan trọng trong việc tạo ra lực đẩy trong nước.

## Phân loại
- Họ Basilosauridae
  - Phân họ Basilosaurinae
    - Chi Basilosaurus
    - Chi Basiloterus

  - Phân họ Dorudontinae
    - Chi Ancalecetus
    - Chi Chrysocetus
    - Chi Cynthiacetus
    - Chi Dorudon
    - Chi Zygorhiza

  - Phân họ Kekenodontinae
    - Chi Kekenodon
    - Chi Phococetus